# Глумово
Глумово (мкд. Глумово) је насеље у Северној Македонији, у северном делу државе. Глумово припада градској општини Сарај, која обухвата западна предграђа Града Скопља.

## Географија
Глумово је смештено у северном делу Северне Македоније. Од најближег већег града, Скопља, насеље је удаљено 12 km западно.
Насеље Глумово је на југозападу историјске области Скопско поље, која се поклапа са пространом Скопском котлином. Поред насеља протиче река Треска. Источно од насеља издиже се планина Водно, док се југозападно издиже Сува гора. Надморска висина насеља је приближно 300 метара.
Месна клима је измењена континентална са мањим утицајем Егејског мора (жарка лета).

## Становништво
Глумово је према последњем попису из 2002. године имало 1.683 становника.
Претежно становништво у насељу су етнички Албанци (98%), а остало су махом Бошњаци.
Већинска вероисповест је ислам.